# Liu Qi (Radsportler)
Liu Qi (chinesisch 刘琦; * 29. November 2000) ist ein chinesischer Bahnradsportler, der auf Kurzzeitdisziplinen spezialisiert ist.

## Sportlicher Werdegang
Liu stammt aus der Provinz Henan. 2018, bei seiner ersten Teilnahme an den chinesischen Elite-Meisterschaften, siegte er im Keirin und im Zeitfahren und stellte in letzterem einen neuen chinesischen Rekord auf. Bei den Asienmeisterschaften 2020 (die im Oktober 2019 stattfanden) gewann er in dieser Disziplin die Bronzemedaille. 2020 verbesserte er in einem Rennen der chinesischen Nationalliga seinen eigenen Landesrekord im Zeitfahren auf 1:00,613 min.
Nach einer internationalen Wettkampfpause infolge der Corona-Pandemie stach er international vor allem im Teamsprint hervor, insbesondere zusammen mit Guo Shuai und Zhou Yu. Bei den Asienspielen errang Liu mit dem chinesischen Team 2023 die Silbermedaille hinter Japan. Von 2022 bis 2024 war Liu an drei Podiumsplatzierungen im Nations Cup beteiligt, wobei das Team die Qualifikation für die Olympischen Spiele 2024 sicherstellte und mehrfach den chinesischen Rekord verbesserte.
Bei den Olympischen Spielen 2024 trat Liu in drei Wettkämpfen an: Im Teamsprint kam er an der Seite von Guo Shuai und Zhou Yu auf den siebten Platz, beim Sprint schied er in der Qualifikation aus und beim Keirin im Hoffnungslauf.

## Erfolge
2018
 Chinesischer Meister – Keirin, Zeitfahren
2019
 Asienmeisterschaften – Zeitfahren
2023
 Asienspiele – Teamsprint (mit Guo Shuai, Xue Chenxi und Zhou Yu)
2025
 Asienmeisterschaften – Zeitfahren, Teamsprint (mit Tang Haoju, Feng Yusheng und Zou Tianlong)